# Gottfrid Billing
Axel Gottfrid Leonard Billing, född 29 april 1841 i Önnestads socken, Kristianstads län, död 14 januari 1925 i Lund, var en svensk kyrkoman och statsman (konservativ).
Billing var professor i praktisk teologi vid Lunds universitet från 1881, biskop i Västerås 1884-1898, överhovpredikant från 1885, biskop i Lunds stift 1898-1925, riksdagsledamot i första kammaren 1889–1906 och 1908–1912 samt ledamot av Svenska Akademien 1900-1925.

## Biografi
Billing föddes i Önnestad utanför Kristianstad som son till lanträntmästaren Magnus Billing och Hedvig Charlotta Collin. Billing är en stor skånsk släkt, känd sedan 1600-talet. I början av 1860-talet skrev Gottfrid Billing in sig som teologie studerande vid Lunds universitet; det var i Lund han kom att ha sin bas under större delen av sitt yrkesverksamma liv, dock med ett viktigt mellanspel i Mellansverige.
Billing företrädde en mycket konservativ politisk uppfattning som ibland har kallats för oscariansk efter kung Oscar II. År 1881 blev han professor inom praktisk teologi vid Lunds universitet och tre år senare blev han utnämnd till biskop i Västerås stift. I Västerås kom han att fördjupa sina kontakter med kungahuset, vilket var en anledning till att han utnämndes till överhovpredikant 1885. Under tiden fram tills han blev biskop i Lund 1898 företrädde han Västerås i riksdagens första kammare på den konservativa bänken. När en ny ärkebiskop skulle utses 1900 fick Gottfrid Billing förfrågan om han ville ställa upp efter Anton Niklas Sundberg, ett erbjudande han tackade nej till. Däremot tackade han ja till att överta Sundbergs plats i Svenska Akademien, en plats han behöll till sin död 1925.

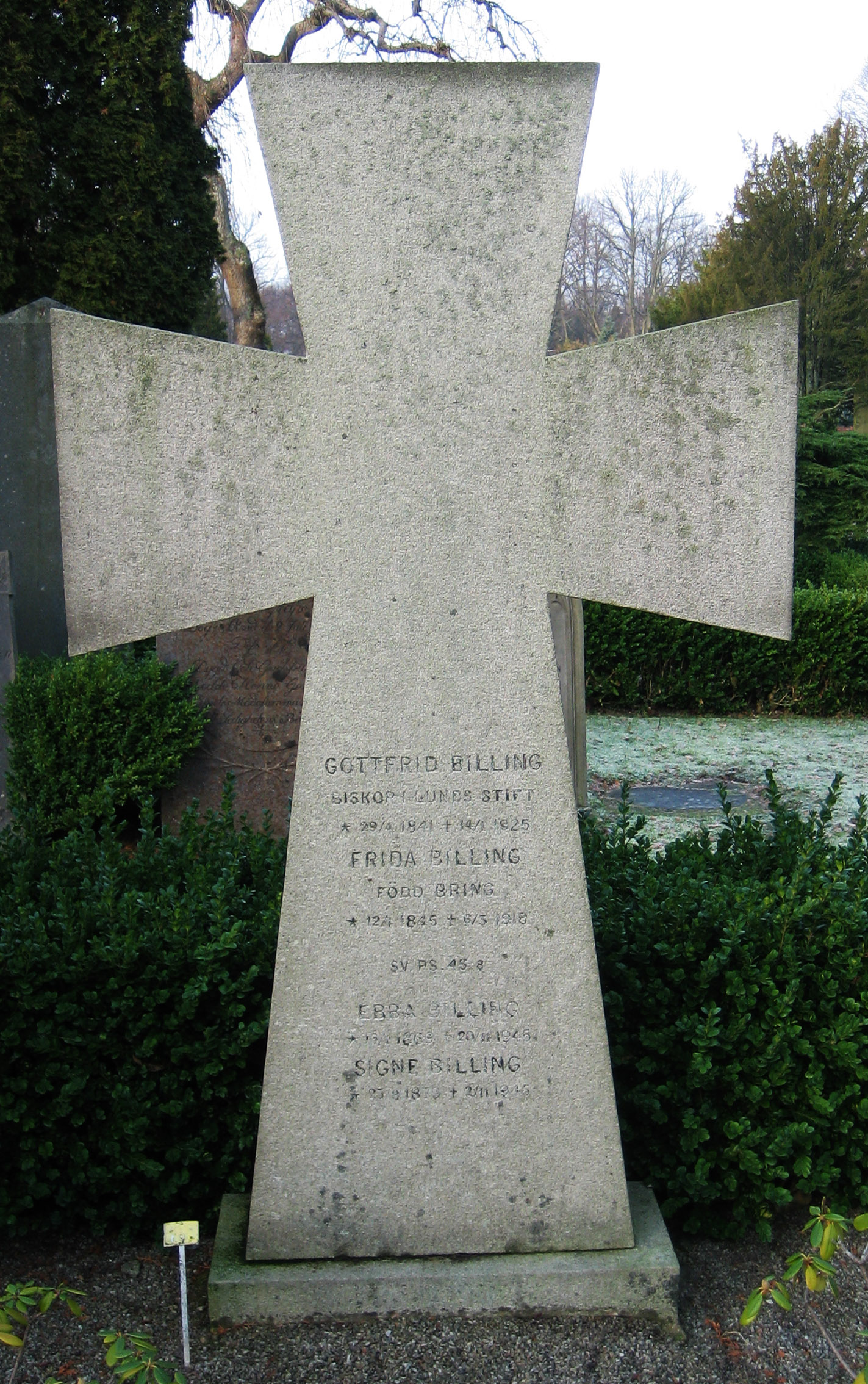
Biskop Gottfrid Billings gravsten på Norra kyrkogården i Lund.

Som hovpredikant kom Billing att stå kungahuset och inte minst kung Gustaf V mycket nära. Han var en väl sedd gäst på Stockholms slott och delade ungefär samma politiska uppfattning som kungen själv; till bondetåget 1914 sände han kungen ett stort gratulationstelegram där han lyckönskade kungen och gav sitt fulla stöd till kungens handlande. I riksdagsdebatterna motsatte han sig varje förslag som innebar utökad allmän rösträtt; polemiken riktade sig inte minst mot liberalerna i kammaren som han såg som det största hotet mot samhället.
Teologiskt företrädde Billing inom kyrkan en konservativ bibelsyn. I en debatt som pågick inom Svenska kyrkan omkring 1908–1910 angående djävulens existens förfäktade Billing den åsikten att djävulen fanns eftersom Frälsaren själv hade sagt så, detta i strid mot bland andra Nathan Söderblom som menade att debatten om djävulens existens var dumheter.
Billing valdes in som ledamot av Kungliga Vetenskapsakademien 1908 och av Kungliga Humanistiska Vetenskapssamfundet i Lund 1919. Han blev juris hedersdoktor i Lund den 28 september 1918. Han mottog Serafimerorden den 6 juni 1921.
Efter nödåren i spåren av första världskriget drog sig Billing tillbaka från den offentliga samhällsdebatten och förblev biskop i Lund, ledamot av Svenska Akademien och överhovpredikant inom kungahuset till sin död.

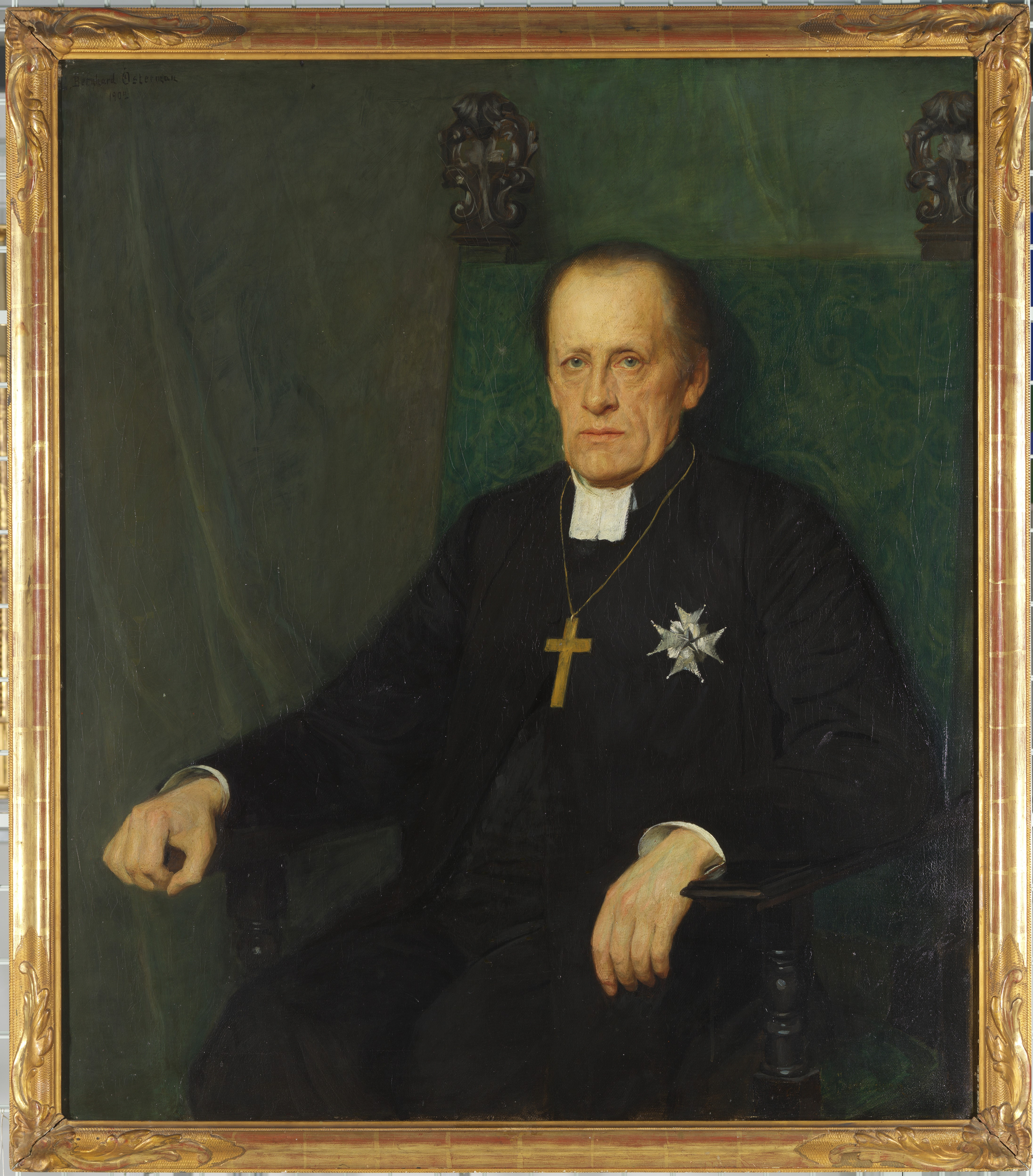
Porträtt av Bernhard Österman, 1903

Han gifte sig 1868 med Frida Bring, dotter till biskop Ebbe Gustaf Bring och Ulla Ehrenborg, en syster till Betty Ehrenborg. Han var far till Einar Billing och kusin till Tore Billing. Billing är begravd på Norra kyrkogården i Lund. Filosofen  Hans Larsson, som blev hans efterträdare i Svenska Akademien, skrev en minnesteckning över honom.

## Riksdagsman
Billing satt i riksdagens första kammare 1889 till 1906 för Västmanlands läns valkrets och 1908 till 1912 för Älvsborgs läns valkrets. Partipolitiskt tillhörde han 1889 till 1906 och 1908 till 1909 Första kammarens moderata parti, 1910–1911 Det förenade högerpartiet och 1912 Första kammarens nationella parti.

## Utmärkelser
- Riddare och kommendör av Kungl. Maj:ts orden (Serafimerorden), 6 juni 1921.
- Konung Oscar II:s och Drottning Sofias guldbröllopsminnestecken, 1907.[2]
- Konung Oscar II:s jubileumsminnestecken, 1897.[2]
- Kommendör med stora korset av Nordstjärneorden, 1 december 1892.[3]
- Storkorset av Badiska Zähringer Löwenorden, senast 1915.[2]
- Riddare av Ryska Vita örnens orden, senast 1915.[2]